# دانشگاه ناگپور
دانشگاه ناگپور (انگلیسی: Rashtrasant Tukadoji Maharaj Nagpur University) یک دانشگاه دولتی در شهر ناگپور در ایالت مرکزی هند واقع در مهاراشترا است.